# Finał Pucharu Polski w piłce nożnej 1970
Finał Pucharu Polski w piłce nożnej 1970 – mecz piłkarski kończący rozgrywki Pucharu Polski 1969/1970 oraz mający na celu wyłonienie triumfatora tych rozgrywek, który został rozegrany 5 sierpnia 1970 roku na Stadionie Śląskim w Chorzowie, pomiędzy Górnikiem Zabrze a Ruchem Chorzów. Trofeum po raz 4. wywalczył Górnik Zabrze, który uzyskał tym samym prawo gry w Pucharze Zdobywców Pucharów 1970/1971.

## Droga do finału
| Górnik Zabrze | Górnik Zabrze                         | Górnik Zabrze | Runda       | Ruch Chorzów | Ruch Chorzów   | Ruch Chorzów |
| Data          | Przeciwnik                            | Wynik         | Runda       | Data         | Przeciwnik     | Wynik        |
| ------------- | ------------------------------------- | ------------- | ----------- | ------------ | -------------- | ------------ |
| 30.11.1969    | Siemianowiczanka Siemianowice Śląskie | 2:0           | 1/16 finału | 16.11.1969   | Górnik Radlin  | 2:0          |
| 22.03.1970    | Pogoń Szczecin                        | 2:0           | 1/8 finału  | 22.03.1970   | Odra Opole     | 3:1          |
| 02.06.1970    | Lublinianka Lublin                    | 1:1           | Ćwierćfinał | 03.06.1970   | Stal Mielec    | 3:4          |
| 04.06.1970    | Lublinianka Lublin                    | 5:2           | Ćwierćfinał | 10.06.1970   | Stal Mielec    | 1:0          |
| 24.06.1970    | Zagłębie Sosnowiec                    | 2:0           | Półfinał    | 17.06.1970   | Legia Warszawa | 0:0          |
| 01.07.1970    | Zagłębie Sosnowiec                    | 0:1 k. 2:1    | Półfinał    | 19.06.1970   | Legia Warszawa | 3:1          |

## Tło
Finał rozgrywek był także Wielkimi Derbami Śląska, bowiem w nim zmierzyli się ze sobą Górnik Zabrze i Ruch Chorzów. Faworytem meczu był zdecydowanie Górnik Zabrze, który w sezonie 1969/1970 dotarł do finału Pucharu Zdobywców Pucharów.

## Mecz

### Przebieg meczu
Mecz odbył się 5 sierpnia 1970 roku na Stadionie Śląskim w Chorzowie. Sędzia głównym spotkania był Jerzy Świstek. Już w 3. minucie zawodnik drużyny Niebieskich, Bronisław Bula podał do Edwarda Hermana, który miał okazję zdobyć, jednak ten nie zdążył dobrze przygotować się do strzału i piłka poszybowała nad poprzeczką. Okazję do zdobycia gola miał również Górnik Zabrze, jednak Władysław Szaryński oddał strzał nad poprzeczką.
W 19. minucie zawodnik drużyny Niebieskich, Eugeniusz Faber po ograniu zawodników drużyny przeciwnej dośrodkował do Józefa Gomolucha, który w pełnym biegu nie dał żadnych szans bramkarzowi drużyny przeciwnej, Hubertowi Kostce i zdobył gola na 1:0. Chwilę później drużyna Niebieskich mogła podwyższyć wynik na 2:0, jednak Eugeniusz Faber trafił w słupek. 
W 47. minucie po dotknięciu piłki ręką przez zawodnika drużyny Niebieskich, Jerzego Wyrobka, sędzia podytkował rzut karny, którego zamienił na gola wyrównującego wynik na 1:1 zamienił Włodzimierz Lubański. W 52. minucie bramkarz drużyny Niebieskich, Henryk Pietrek niezbyt fortunnie odbił piłkę po strzale Włodzimierza Lubańskiego, co wykorzystał Jan Banaś i zdobył gola na 2:1. W 57. minucie Władysław Szaryński pięknym strzałem zdobył gola na 3:1.
Wkrótce drużyna Niebieskich miała kilka okazji do zdobycia gola, jednak bramkarz drużyny przeciwnej Hubert Kostka znajdował się wówczas w świetnej dyspozycji i wynik nie uległ zmianie.

### Szczegóły meczu
| 5 sierpnia 1970 | Górnik Zabrze · Lubański 47' (k.) · Banaś 52' · Szaryński 56' | 3:10:1Raport | Ruch Chorzów · 19' Gomoluch | Stadion Śląski, Chorzów Widzów: 50 000 Sędzia: Jerzy Świstek (Rzeszów) |
|                 |                                                               |              |                             |                                                                        |

| Górnik Zabrze |  |                      |  |     |
|               |  |                      |  |     |
|               |  |                      |  |     |
| BR            |  | Hubert Kostka        |  |     |
| OB            |  | Rainer Kuchta        |  |     |
| OB            |  | Stefan Florenski     |  |     |
| OB            |  | Stanisław Oślizło    |  |     |
| OB            |  | Henryk Latocha       |  |     |
| PO            |  | Zygfryd Szołtysik    |  |     |
| PO            |  | Erwin Wilczek        |  |     |
| PO            |  | Alojzy Deja          |  | 46' |
| PO            |  | Jan Banaś            |  |     |
| NA            |  | Włodzimierz Lubański |  |     |
| NA            |  | Władysław Szaryński  |  |     |
| Rezerwowi:    |  |                      |  |     |
| PO            |  | Alfred Olek          |  | 46' |
| Trener:       |  |                      |  |     |
| Ferenc Szusza |  |                      |  |     |

| Ruch Chorzów  |  |                    |  |     |
|               |  |                    |  |     |
| BR            |  | Henryk Pietrek     |  | 58' |
| OB            |  | Antoni Piechniczek |  |     |
| OB            |  | Antoni Nieroba     |  |     |
| OB            |  | Jerzy Wyrobek      |  |     |
| OB            |  | Bernard Bem        |  |     |
| PO            |  | Zygmunt Maszczyk   |  |     |
| PO            |  | Bronisław Bula     |  |     |
| PO            |  | Józef Gomoluch     |  |     |
| PO            |  | Joachim Marx       |  | 73' |
| NA            |  | Edward Herman      |  |     |
| NA            |  | Eugeniusz Faber    |  |     |
| Rezerwowi:    |  |                    |  |     |
| BR            |  | Jacek Kurowski     |  | 58' |
| NA            |  | Eugeniusz Nagiel   |  | 73' |
| Trener:       |  |                    |  |     |
| Tadeusz Foryś |  |                    |  |     |

| Puchar Polski w piłce nożnej 1969/1970 Zwycięzcy |
| ------------------------------------------------ |
| Górnik Zabrze 4. Tytuł                           |

## Po meczu
Triumfatorem rozgrywek został po raz trzeci z rzędu Górnik Zabrze. Chwilę po zakończeniu meczu członek Biura Politycznego i I sekretarz Komitetu Katowickiego PZPR w Katowicach, Edward Gierek w towarzystwie przewodniczącego GKKFiT, Włodzimierza Reczka, prezesa PZPN, Wiesława Ociepki, wiceprezesa ŚZPN (Śląski Związek Piłki Nożnej), Kazimierza Ulewicza oraz przewodniczącego WKKFiT, Tadeusza Raczyńskiego wręczył kapitanowi, Stanisławowi Ośliźle okazałe trofeum.